# Joachim Büchner (Kunsthistoriker)
Joachim Büchner (* 7. Oktober 1929 in Jena; † 29. Januar 1991 in Hemmingen bei Hannover) war ein deutscher Kunsthistoriker und erster Direktor des Sprengel Museums Hannover.

## Leben
Nach dem Schulbesuch in Gräfenthal und Coburg studierte Joachim Büchner Kunstgeschichte, Klassische Archäologie und Bibliothekswissenschaften an der Universitäten in Erlangen, Freiburg im Breisgau und München. 1964 wurde er in Erlangen promoviert. Im Anschluss absolvierte er ein Volontariat am Wallraf-Richartz-Museum in Köln. 1960 bis 1975 war Büchner  Kustos der Kunstsammlung Nordrhein-Westfalen in Düsseldorf.
1975 wurde Joachim Büchner Direktor des von Bernhard Sprengel 1969 gestifteten, ursprünglich Kunstmuseums Hannover mit Sammlung Sprengel genannten Museums. Unter der Leitung von Büchner nahm der erste Bauabschnitt des Sprengel Museums bis zur feierlichen Einweihung 1979 Gestalt an. Büchner organisierte Ausstellungen zu Künstlern, zu denen er eigene Publikationen verfasste, etwa zu Emil Nolde, Paul Klee, Kurt Schwitters, Emil Nolde oder Max Ernst. Auch Ausstellungen zur Künstlervereinigung die abstrakten hannover und den hannoverschen Malern der Neuen Sachlichkeit fanden lokale wie internationale Beachtung.
Seit Mitte der 1980er Jahre wurden unter Büchner die Pläne für den zweiten Bauabschnitt des Museums Sprengel erstellt. 1989, als die Bauerweiterungsarbeiten begonnen wurden, trat Büchner aus gesundheitlichen Gründen von der Museumsleitung zurück.
Er lehrte auch an der Fachhochschule Hannover, seit 1987 als Honorarprofessor. Daneben saß er viele Jahre der Niedersächsischen Kunstkommission vor. 1990 wurde Joachim Büchner mit der Verleihung des Großen Verdienstkreuzes des niedersächsischen Verdienstkreuzes geehrt.

## Schriften (Auswahl)
- Über die dekorative Ausmalung spätgotischer Kirchenräume in Altbayern. In: Mouseion. Studien aus Kunst und Geschichte für Otto H. Förster. Köln 1960, S. 184–193.
- Die spätgotische Wandpfeilerkirche Bayerns und Österreichs (= Erlanger Beiträge zur Sprach- und Kunstwissenschaft. Band 17). Carl, Nürnberg 1964 (Dissertation).
- Ast-, Laub- und Maßwerkgewölbe der endenden Spätgotik. Zum Verhältnis von Architektur dekorativer Malerei und Bauplastik. In: Hans Sedlmayr, Wilhelm Messerer (Hrsg.): Festschrift, Karl Oettinger zum 60. Geburtstag am 4. März 1966 zugewidmet. Erlangen 1967 (= Erlanger Forschungen, Reihe A: Geisteswissenschaften. Band 20), S. 265–302.
- Julius Bretz (= Monographien zur rheinisch-westfälischen Kunst der Gegenwart. Band 40). Bongers, Recklinghausen 1970, ISBN 3-7647-0211-7.
- Walter Wörn. Leben und Werk. DuMont Schauberg, Köln 1972, ISBN 3-7701-0537-0.
- Kurt Schwitters. Edition Libri Artis, Hannover 1987, ISBN 3-88746-147-9.